# Augusto Rivera Garcés
Augusto Rivera Garcés (Bolívar, Cauca, 22 de octubre de 1922-Bogotá, 18 de agosto de 1982) fue un pintor y muralista colombiano. Conformó el primer grupo de pintores expresionistas de Colombia al lado de Guillermo Wiedemann, Juan Antonio Roda y Armando Villegas.

## Inicios
1948-1954. Estudia bellas artes en Santiago de Chile y Viña del Mar, con el maestro profesor a Rocko Thatias.
Incursiona en la producción cinematográfica y realiza nueve exposiciones en Chile y Argentina.
1950. Primera exposición individual, en Viña del Mar.
1955. Regresa a Colombia.
1964. Participa en el IV Salón Nacional de Pintura, en el cual se hace acreedor al Primer Premio con su obra “Paisaje y Carroña”.
En la Universidad del Cauca presenta su segunda exposición individual.
1965. Exposición individual en Fort Lauderdale, Estados Unidos.
Profesor de la Universidad de Los Andes.

## Muralista
En la ciudad de Popayán pintó varios murales: para el aeropuerto Guillermo León Valencia, el Banco Cafetero, el Banco Popular, la Caja Agraria y la Facultad de Ingeniería Civil de la Universidad del Cauca
En Bogotá: para el Centro Colombo Americano, el Banco Nacional, el Banco de la Sabana y la Casa del escritor Eduardo Mendoza Varela.
En Pereira: en la Caja Agraria.
En Cartagena: en el Centro de Convenciones
En Cali: Escuela Militar de Aviación - Fuerza Aérea Colombiana.
En Quito, Ecuador, en el edificio Colombia.

## Premios
Primer Premio de Pintura en el IV Salón Nacional, en Cúcuta, en 1964, el Primer Premio en Pintura del XIV Salón de Artistas Nacionales, también en 1964, el Premio Nacional de Arte “Guillermo Valencia” en 1968; y el Primer Premio del IV Salón Nacional del Museo de Arte Contemporáneo de Bogotá, en 1970.
Participó en 49 exposiciones colectivas en Bogotá, Viña del Mar, Cali, Medellín, Santiago de Chile, Nueva York, México, Viena y Fort Lauderdale.
En Colombia realizó 41 exposiciones individuales, principalmente en Bogotá, Cali, Popayán, Medellín y Manizales.
Entre las más importantes instituciones que poseen obras del maestro Rivera se pueden mencionar: el Museo de Arte Contemporáneo de Bogotá, el Museo de Arte Moderno de Bogotá, el Museo de Arte Moderno de Nueva York,n el Museo de Brooklin,  el Museo de Fort Lauderdale, el Museo de Pintura en Cartagena,  el Museo de Zea  - Medellín el; Cali - Museo la Tertulia, Escuela Militar de Aviación (Fuerza Aérea Colombiana),   la Biblioteca Luis Ángel Arango del Banco de la República, en Bogotá, etc.

## Pensamiento
"Su espíritu inquieto y curioso lo llevó a viajar por Ecuador, Perú, Argentina y Chile. De Argentina se robó a Mabel, su bella esposa con quien tuvo una princesa intergaláctica. Y en Chile estudió en la Escuela de Bellas Artes, participó en innumerables exposiciones, decoró casinos, y el de Viña del Mar fue el que lo acogió con más afecto; fue allí donde aprendió que la vida es un juego en el que se gana y se pierde. “Yo mismo estoy en mi contra. Sólo que soy mi enemigo de confianza. Yo me he dado mis alegrías y me las he quitado. Me he obsequiado pero también me he robado. He vivido el amor y el desamor. Simultáneamente me ha tocado comer mierda pero también dicha. Por eso sé que nada es gratis, todo se paga”, decía Rivera a diestra y siniestra, a periodistas, amigos y contertulios."·
"Cuando oigo a alguien decir ‘estoy seguro de lo que está haciendo‘, me parece tan extraño como si alguien en medio de una reunión dijera: ‘Con permiso, voy a engendrar un presidente de la república‘ ".
"Basta mirar arriba para situarse en su lugar. Si alguien que está interesado en aprender a pintar (creo que es el caso concreto mío) mira a Velázquez, a Picasso, al Greco, a Goya, así sea en reproducciones; y si todavía conserva un poco de vanidad, es mejor que se dedique a otra cosa" .